# Преобразование координат
Преобразование координат — замена системы координат на плоскости, в пространстве или, в самом общем случае, на заданном {\displaystyle n}-мерном многообразии.
Пример перехода от полярных координат {\displaystyle \{r,\varphi \}} к декартовым {\displaystyle \{x,y\}} на евклидовой плоскости:
{\displaystyle {\begin{cases}x=r\cos \varphi \\y=r\sin \varphi \end{cases}}}
Чаще всего преобразование координат производится для перехода к более простой или более удобной для анализа математической модели. Например, уравнения некоторых плоских кривых в полярных координатах существенно проще, чем в декартовых, а для исследования осесимметричных тел удобно направить одну из осей координат вдоль оси симметрии.

## Определение
Преобразование координат — совокупность правил, ставящих в соответствие каждому набору координат {\displaystyle \{x_{1},x_{2}\dots x_{n}\}} на некотором {\displaystyle n}-мерном многообразии другой набор координат {\displaystyle \{x_{1}',x_{2}'\dots x_{n}'\}}:
{\displaystyle {\begin{cases}x_{1}'=x_{1}'(x_{1},x_{2},\dots x_{n})\\x_{2}'=x_{2}'(x_{1},x_{2},\dots x_{n})\\\dots \\x_{n}'=x_{n}'(x_{1},x_{2},\dots x_{n})\end{cases}}}
При этом после преобразования должно сохраняться однозначное соответствие между точками многообразия и наборами координат (допускаются исключения для некоторых особых точек).
Сводку основных формул преобразования для практически важных координатных систем см. в статье Система координат.

## Трактовка

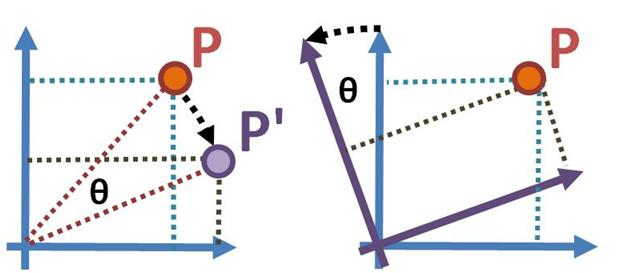
Активная (слева) и пассивная (справа) точки зрения на вращение. Слева поворачивается плоскость, справа — оси координат.

Преобразование координат может трактоваться двояко.
1. Пассивная точка зрения — происходит смена координат точек многообразия. Все точки при этом остаются на своих местах.
2. Активная точка зрения — преобразование ставит в соответствие каждой точке многообразия другую точку. Система координат при этом не меняется.

Пример для евклидовой плоскости:
{\displaystyle {\begin{cases}x'=x+1\\y'=y\end{cases}}}
Данное преобразование можно истолковать одним из двух способов.
1. Смена системы координат, которая увеличивает абсциссы всех точек  на 1.
2. Перенос всех точек плоскости на 1 параллельно оси {\displaystyle x.}

## Классификация
По типу формул все преобразования координат можно сгруппировать в разнообразные классы с общими типовыми свойствами. Далее перечислены некоторые практически особо важные классы преобразований, которые могут комбинироваться один с другим.
- Изометрия — преобразования, сохраняющие все длины. В том числе:
  - Вращение вокруг точки или оси.
  - Параллельный перенос.
  - Отражение. Сочетание этих трёх типов называется движением.
- Конформное отображение, сохраняющее все углы. В том числе:
  - Подобие — углы сохраняются, но все длины умножаются на некоторый постоянный коэффициент растяжения/сжатия.
- Аффинное преобразование.

Обычно выделенный класс является группой преобразований в смысле общей алгебры, то есть композиция двух преобразований относится к тому же классу и для каждого преобразования существует обратное. Исследование этой группы позволяет выделить симметрии и инварианты преобразований.

## Инварианты
Инвариантом данного преобразования координат называется функция координат, значения которой после преобразования не меняются. Например, вращения и переносы не меняют расстояния между точками евклидова пространства. Инварианты являются важной характеристикой группы преобразований.